# EBPP
EBPP ist die Abkürzung für electronic bill presentment and payment („elektronische Rechnungsstellung und -bezahlung“). Hierbei kann es sich um eine auf E-Mail basierende Lösung bis hin zu einem kompletten, elektronischen Zahlungssystem handeln.
Man unterscheidet bei EBPP-Systemen folgende Kriterien und Funktionalitäten:
- Format der Rechnungsdaten
  - strukturiert: XML, Web Interface, EDIFACT etc.
  - nicht strukturiert (nicht automatisiert weiterverarbeitbar): PDF, TIFF, JPEG etc.
- Bill presentment – Präsentation der Rechnung
- Bill payment – Bezahlungsmöglichkeit

Weiterhin lassen sich zwei verschiedene Modelle des EBPP unterscheiden:
- das Direct Billing Modell
- das Consolidator Modell

## Direct Billing Modell
Das rechnungsstellende Unternehmen bietet bei diesem Modell den eigenen Kunden den Service, Rechnungen elektronisch entweder per E-Mail oder über einen geschützten Bereich der eigenen Webseite unter Anmeldung mit Benutzername und Passwort zu betrachten.
Direct Billing (auch E-Billing genannt) bezieht sich hier auf die direkte Beziehung zwischen Unternehmen und Kunde.
Vorteile:
- Die Kunden können innerhalb des eigenen Systems jegliche technisch möglichen Aktionen durchführen (z. B. Anmeldung zu weiteren Services, Zugriff auf Detaildaten etc.)
- Zugriff auf Rechnungsdaten in Echtzeit möglich (Hot Billing)
- größtmögliche Flexibilität

Nachteile:
- hohe Implementierungskosten
- hoher Wartungsaufwand
- generell geringe Akzeptanz bei Endkunden, bedingt durch Zugangsdaten (mindestens URL, Username, Passwort)

Viele Unternehmen aus den Branchen Telekommunikation, Internetdienstanbieter und Energieversorgung haben in den letzten Jahren eigene Direct Billing Lösungen für ihre Kunden entwickelt. Durch die generell schwache Akzeptanz der Verbraucher von durchschnittlich 3–8 % je Branche wird der direkte Zugang zu den Endkunden zunehmend in Frage gestellt.

## Consolidator Modell
Anstelle der direkten Verbindung von Rechnungssteller und Rechnungsempfänger werden die Rechnungen auf einer neutralen Plattform zusammengefasst, konsolidiert. Der Rechnungsempfänger kann diese Plattform somit für alle an diesem Consolidator teilnehmenden Rechnungssteller nutzen und über einen Zugang abrufen.
Ist der Consolidator in eine bestehende Infrastruktur, wie beispielsweise das Electronic Banking eines Kreditinstituts, integriert, so können die Rechnungsempfänger dieses Service zumeist ohne zusätzliche Zugangsdaten nutzen.
Vorteile:
- Neue Teilnehmer, Rechnungsempfänger sowie Rechnungssteller, können den schon bestehenden Kundenstamm des Consolidators nutzen
- Service als Webservice nutzbar, zumeist keine hohen Einstiegskosten
- Weiterentwicklung übernimmt der Betreiber der Consolidator Plattform
- Haftung für rechtliche Aspekte, wie z. B. Vorsteuerabzugsfähigkeit, übernimmt der Betreiber der Consolidator Plattform
- Multiplikatoreffekt: Werbemaßnahmen von Rechnungsstellern zur Teilnahme von deren Kunden schlagen auf alle anderen Rechnungssteller über

Nachteile:
- Geringere Flexibilität, da Standardformate des Consolidators unterstützt werden müssen
- Hot Billing zumeist nicht möglich

## Gesetzliche Rahmenbedingungen
Damit eine elektronische Rechnung im gleichen Sinne wie eine papierhafte Rechnung zum Abzug der Vorsteuer berechtigte, musste diese in Deutschland bis 2011 (vgl. § 14 UStG a. G.) über eine qualifizierte elektronische Signatur im Sinne des Signaturgesetzes verfügen. Seit dem 1. Juli 2011 sind in Deutschland gemäß Steuervereinfachungsgesetz 2011, mit dem die EU-Richtlinie Richtlinie 2010/45/EU umgesetzt wurde, elektronische Rechnungen und klassische Papierrechnungen gleichgestellt, um Geschäftsprozesse einfacher und wirtschaftlicher zu machen. In Österreich gelten die Bestimmungen ab 1. Januar 2013. Eine qualifizierte elektronische Signatur ist damit seit 2011 nicht mehr das einzige Sicherungsverfahren für elektronische Rechnungen. Neben den technischen Verfahren (Signatur und EDI/EDIFACT) ist als organisatorisches Verfahren der sog. verlässliche Prüfpfad (audit trail) zulässig. Wann welches Verfahren zum Einsatz kommt, hängt von der Art der Geschäftsbeziehung und den praktischen Möglichkeiten der Verifikation von Identitätsinformationen (vgl. §§ 11 und 12 des Geldwäschegesetzes) über den Vertragspartner ab.

## Praxis
In der Praxis werden Rechnungen zunehmend als PDF-Datei im Anhang einer E-Mail übermittelt. Der Rechnungsempfänger druckt sie aus und legt sie wie jede andere papiergebundene Rechnung ab. Da Rechnungen in Deutschland (anders als in anderen europäischen Ländern üblich) in der Regel nicht unterschrieben werden, kann der ausgedruckten Rechnung dann nicht mehr angesehen werden, dass sie einmal eine elektronische Rechnung war. Steuerrechtlich ist ein solches Vorgehen jedoch unzulässig.
Das Risiko bei der Umsatzsteueraußenprüfung ist jedoch nicht, dass der Prüfer die Belege daraufhin überprüft, ob diese ausgedruckt wurde oder evtl. doch elektronisch übermittelt worden sind.
Die Prüfung geht immer vom versendenden Unternehmen aus. D. h. bei einer Außenprüfung im versendenden Unternehmen wird festgestellt, dass elektronische Rechnungen ohne eine qualifizierte Signatur im Sinne des § 2 Nr. 3 SigG oder Rechnungen, welche den Anforderungen gemäß § 14 UStG nicht entsprechen, erstellt wurden. Dies ist leicht feststellbar, da jedes Unternehmen eine Aufbewahrungspflicht nach den Grundsätzen ordnungsmäßiger DV-gestützter Buchführungssysteme trifft. Daraufhin macht das Finanzamt eine Quermitteilung an alle betroffenen Veranlagungsfinanzämter, dass formungültige Belege an den Empfänger versendet wurden.
Im Ergebnis führt dies dazu, dass der Außenprüfer beim Empfänger ins Haus kommt und die elektronisch übermittelten Belege schon kennt. Er überprüft dann nur noch, ob der Empfänger seiner Verpflichtung aus § 15 UStG nachgekommen ist und die ohne Signatur übermittelten Rechnungen ausgesondert hat. Hat der Empfänger jedoch aus diesen elektronischen Rechnungen die enthaltene Vorsteuer zum Abzug gebracht, ohne dass die Voraussetzungen des § 15 UStG vorgelegen haben, werden diese Vorsteuerbeträge zurückgefordert.